# Проходження

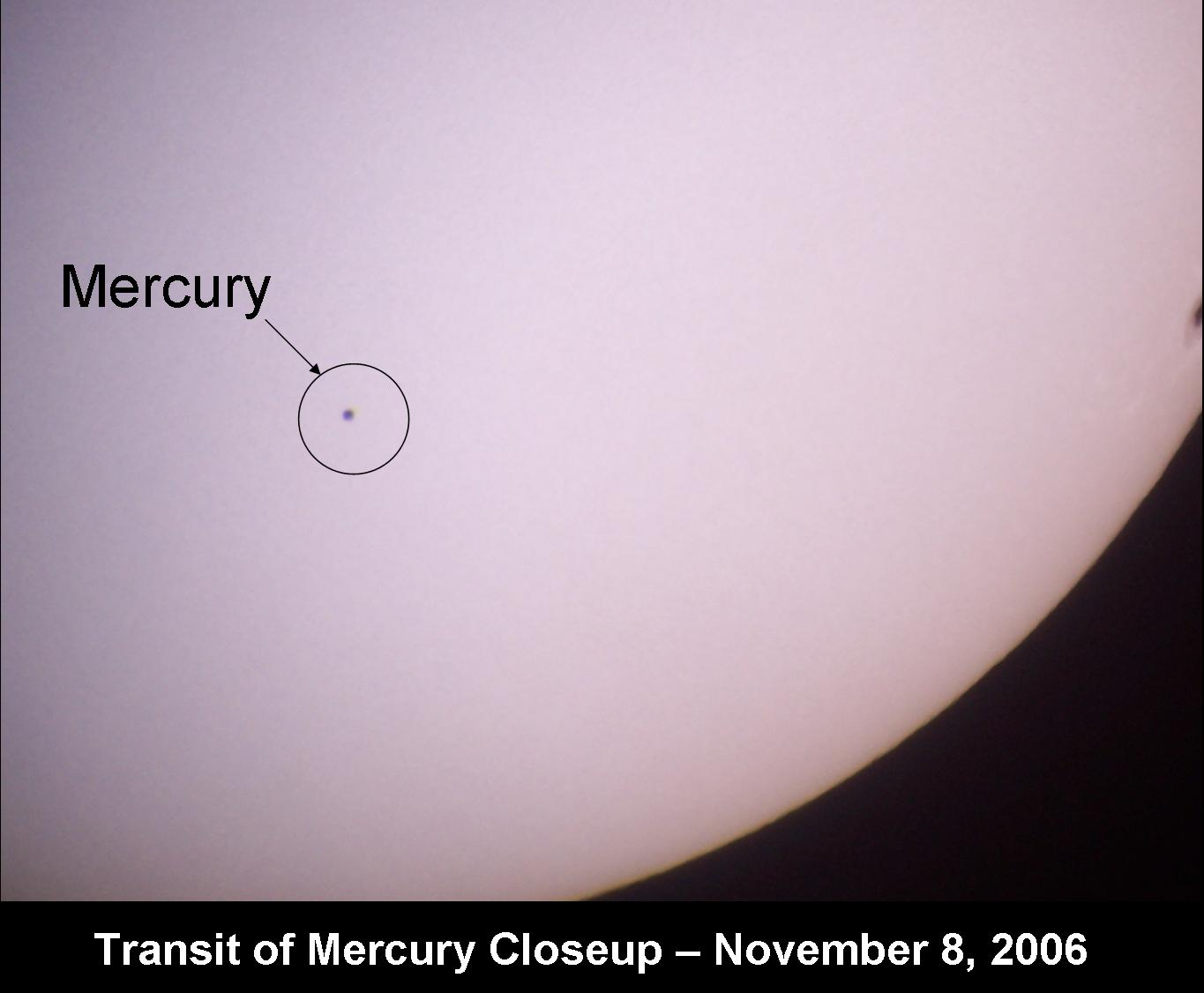
Проходження Меркурія на тлі видимого диска Сонця (08.11.2006).

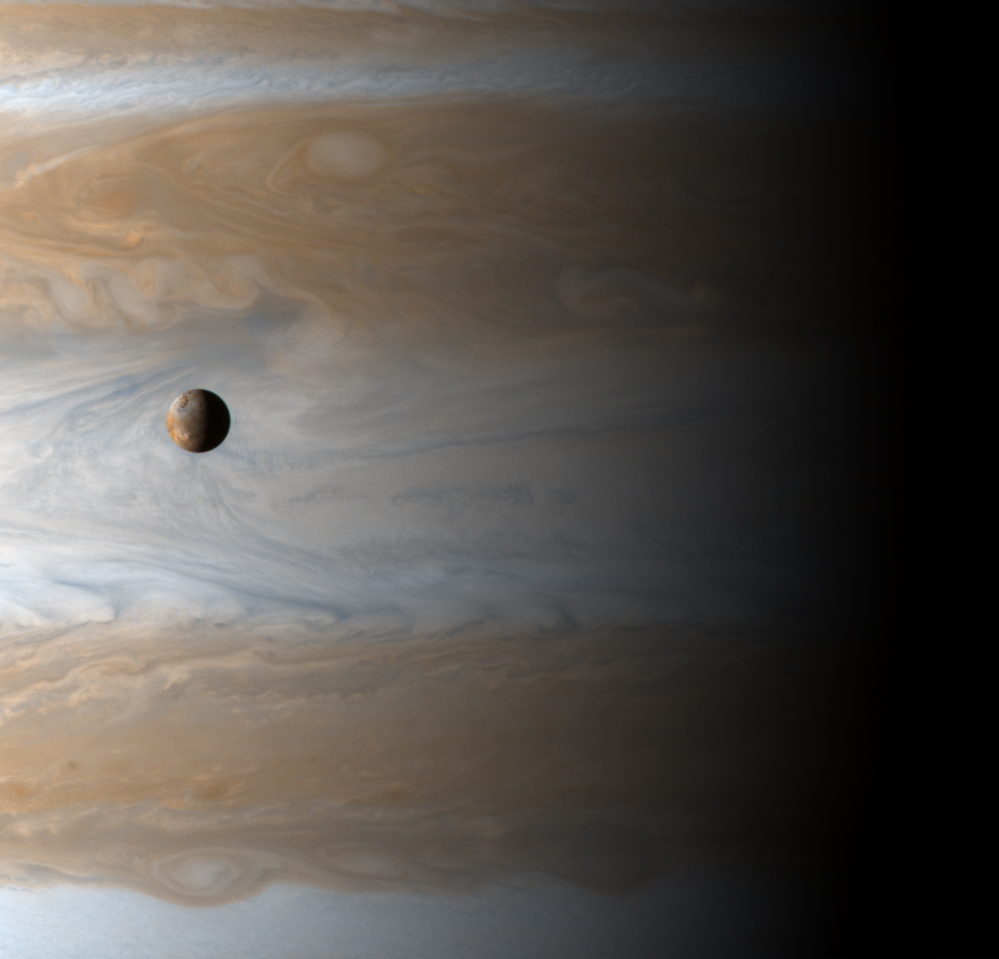
Проходження Іо на тлі видимого диска Юпітера (знімок з космічного апарата «Кассіні — Гюйгенс», 01.01.2001).

Проходження (в астрономії) — видиме пересування небесного тіла на тлі видимого диска іншого.
Проходження є особливим випадком загальнішого явища — затемнення. Цей термін вживають, якщо кутові розміри ближчого тіла значно менші за кутовий діаметр далекого. У разі, якщо видимий розмір ближчого тіла більший, ніж далекого, вживають термін покриття.
Найвідомішими є проходження Венери та Меркурія на тлі диска Сонця та галілеєвих супутників на тлі диска Юпітера. За 400 років із часів винаходу телескопа проходження Венери відбувалося вісім раз. Останнє проходження відбулося 5—6 червня 2012 року.
Ще рідкіснішими є проходження однієї планети на тлі диска іншої. Наступна така подія станеться 22 листопада 2065 року, коли Венера (із кутовим діаметром 10,6") проходитиме на тлі диска Юпітера (що матиме кутовий діаметр 30,9"). Щоправда, з погляду земного спостерігача планети у цей час перебуватимуть неподалік сонячного диска (на відстані близько 8°), тому його спостереження будуть можливими лише з застосуванням особливого обладнання.
Останнім часом спостереження проходжень є одним із методів пошуку екзопланет. Вчені намагаються зафіксувати періодичні проходження планети на тлі диска її материнської зорі, що спричиняє зменшення блиску останньої.  Зокрема, саме цей метод застосовується у проєкті SuperWASP та у спостереженнях на космічному апараті CoRoT з метою відкриття нових екзопланет.